# Puerta Nueva de Bisagra
La Puerta Nueva de Bisagra es una puerta monumental situada en las murallas de la ciudad española de Toledo.

## Descripción
Ubicada en la ciudad de Toledo, es conocida con el título de «Nueva» debido a que existe otra puerta en las inmediaciones —de menor tamaño— llamada «Puerta Antigua de Bisagra» o «Puerta de Alfonso VI». Su nombre musulmán era bab a Ssaqra. Fue reconstruida a mediados del siglo XVI, que debió de comenzar hacia 1540; participarían en ella Nicolás de Vergara el Viejo, Juan de Benavides, Eugenio Sánchez y hacia 1547-1548 Alonso de Covarrubias. Las obras finalizarían en 1576.

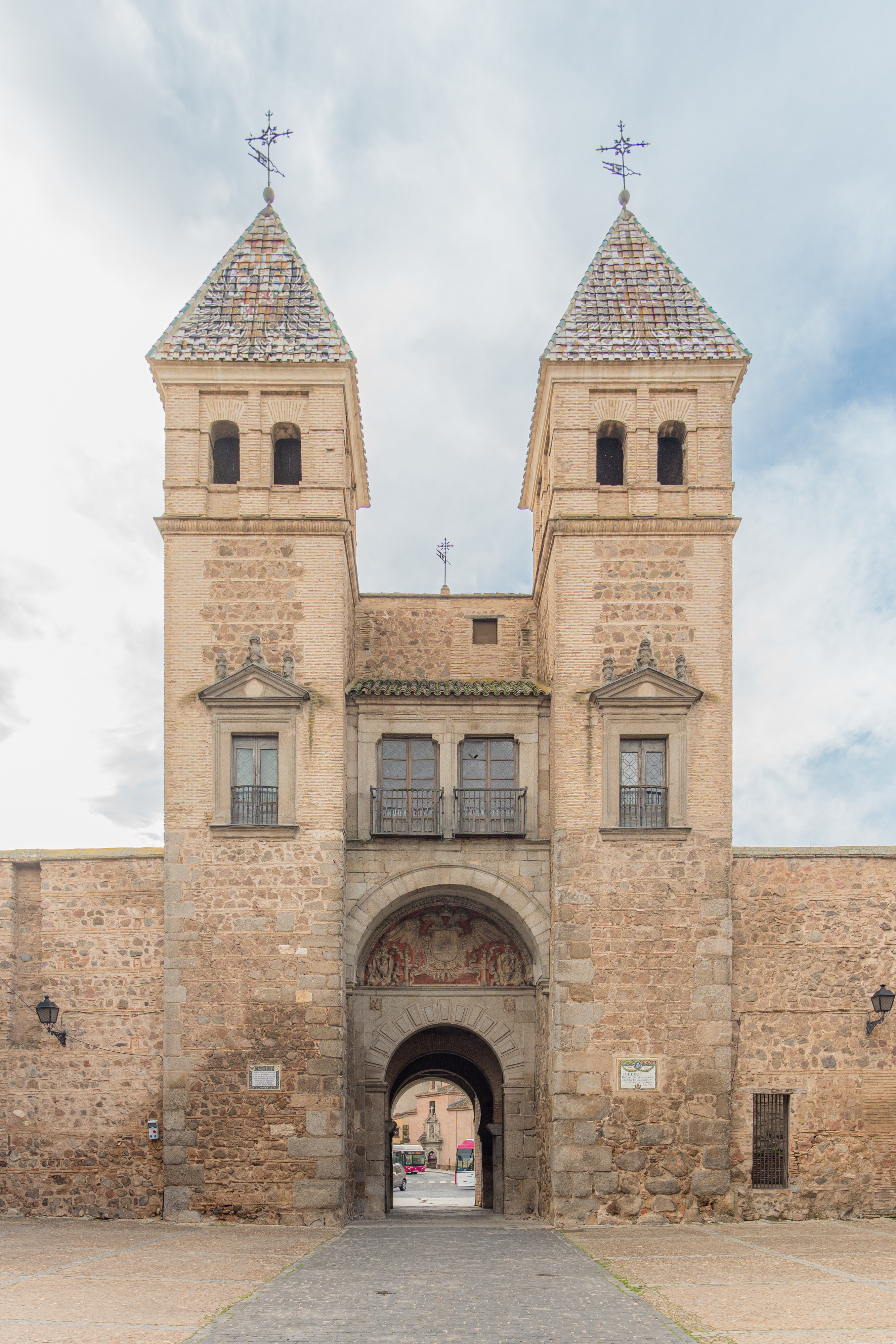
Torres interiores.

Está formada por dos cuerpos independientes con dos altos muros almenados que los unen, formando un patio entre ellos, donde se encuentra una estatua de Carlos V. El lado externo está formado por un arco de medio punto con sillares almohadillados, sobre el que se encuentra un gran escudo de la «Ciudad Imperial», con su águila bicéfala, además de un frontón con una escultura de un ángel custodio. Flanquean esta entrada dos grandes torreones circulares. El cuerpo que da a la ciudad tiene otra puerta de arco de medio punto, flanqueada por dos torreones cuadrados rematados por tejados piramidales. Existió cierto debate en lo referente a su origen y antigüedad, si fue primero árabe o mudéjar.

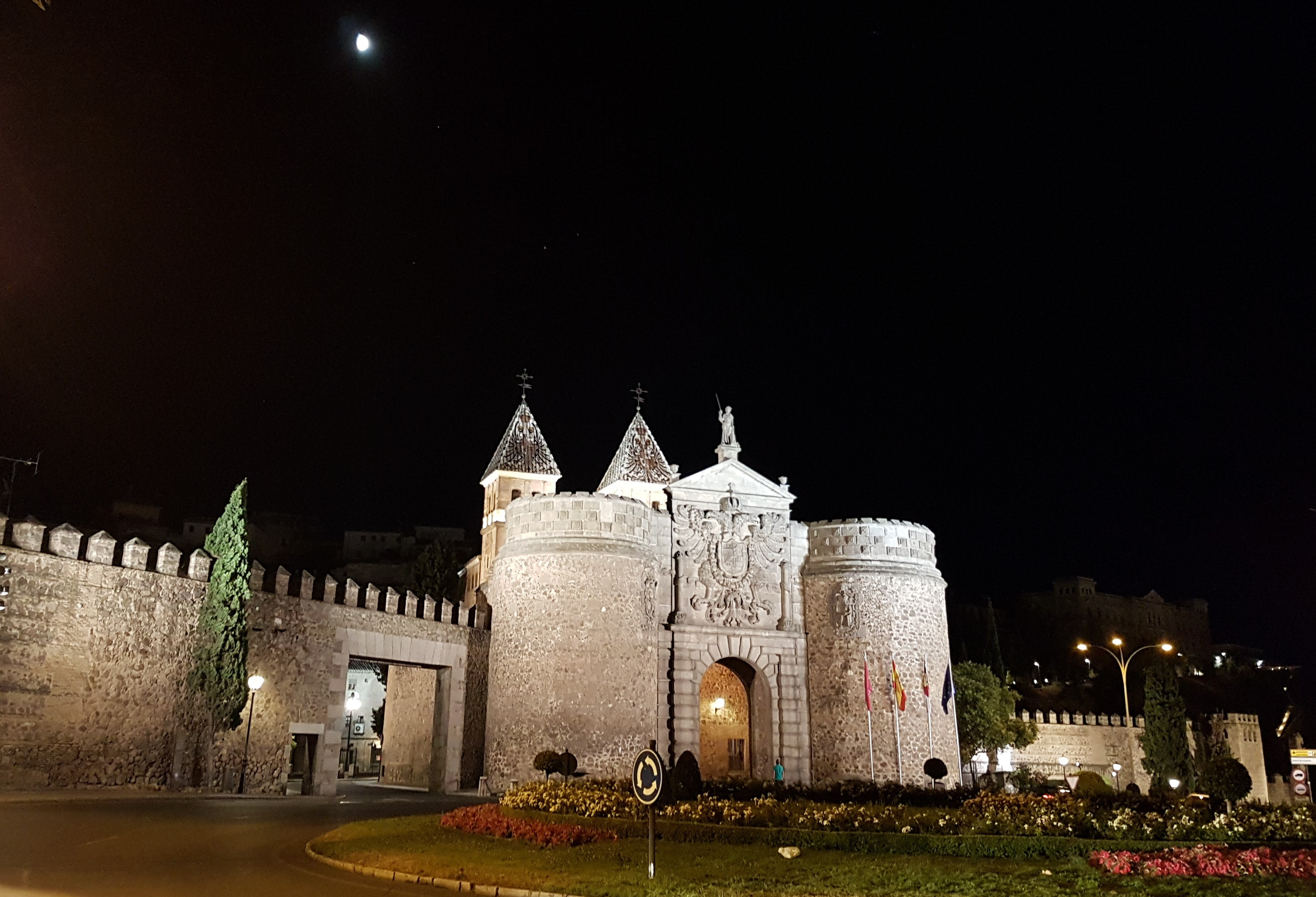
Vista nocturna de la puerta

La excavación efectuada en 1999, con motivo del proyecto de restauración de las murallas de Toledo, documentó que la estructura renacentista estaba levantada sobre un antiguo acceso en codo, hoy apreciable en el pequeño patio anejo al patio principal llamado "patio del encuentro". Aunque algunos de los vanos originales se cubrieron, durante la intervención se pudieron exhumar diversos materiales que fechaban esta puerta claramente con anterioridad a la conquista de la ciudad por parte de Alfonso VI en el año 1085. Los potentes cimientos y la estructura en codo subrayan el carácter monumental de la estructura, que fue amortizada —quizás durante la conquista de la ciudad— y sellada. Esta puerta, por tanto, es claramente anterior a la puerta vecina conocida en cambio como "puerta vieja de Bisagra" esta sí, claramente mudéjar. De los dos torreones cuadrados rematados por tejados piramidales, el ubicado al oeste formó parte de la estructura medieval original. Es un cuerpo macizo, al contrario que el otro, y presenta una fábrica de sillares de gran tamaño originarios de la puerta islámica. El aparejo a soga y tizón de esta estructura es elocuente, en este sentido.

## Referencias

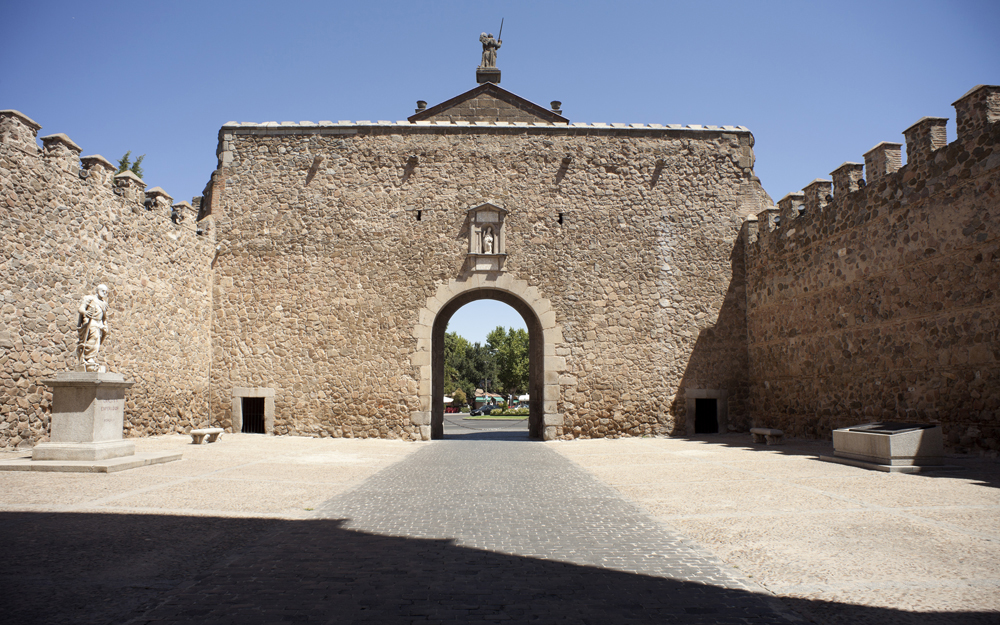
Patio entre ambas fachadas, la estatua de Carlos V a la izquierda.